# بول جوزيف كوردز
بول جوزيف كوردز (بالألمانية: Paul Josef Cordes)‏ هو كاهن كاثوليكي ألماني، ولد في 5 سبتمبر 1934 في كيرشوندم ‏ في ألمانيا.

## وصلات خارجية
- بول جوزيف كوردز على موقع مونزينجر (الألمانية)